# Румянцев, Пётр Петрович
Пётр Петрович Румянцев (1870, Российская империя — 1925, Берлин, Веймарская республика) — участник революционного движения в Российской империи, член ЦК РСДРП. Партийные псевдонимы – П. Шмидт, Воронежец, Филиппов.

## Биография
С 1891 в социал-демократическом движении. Вёл партийную работу вел в Петербурге и других городах Российской империи, был связан с редакцией газеты «Искра». Со II съезда РСДРП в 1903 становится большевиком. Состоял членом «Бюро комитетов большинства» (БКБ), делегат III съезда партии от Воронежского комитета РСДРП. 
В середине 1905 был кооптирован в состав ЦК РСДРП, являлся одним из редакторов и сотрудников первой легальной большевистской газеты «Новая жизнь» и журнала «Вестник жизни». В декабре 1905 был делегатом I конференции РСДРП в Таммерфорсе. 
В 1906 был делегатом IV съезда РСДРП как представитель ЦК с совещательным голосом, состоял в Русском бюро ЦК РСДРП. В годы столыпинской реакции отошёл от политической деятельности и эмигрировал. В эмиграции занимался статистическими работами.